# Џејмс Х. Џинс
Сер Џејмс Хопвуд Џинс (енгл. James Hopwood Jeans; 11. септембар 1877 - 16. септембар 1946) био је енглески физичар, астроном и математичар.

## Биографија
Џејмс Џинс рођен је у Ормскирку, Ленкшајр. Похађао је Мершант Тејлорс школу и Вилсонову гимназију, и потом Тринити колеџ у Кембриџу.
Џинс се запослио на Тринити Колеџу у октобру 1901. године и радио на Кембриџу као наставник. Потом је од 1904. до 1910. на Универзитету Принстон радио као професор примењене математике, након чега се вратио у Кембриџ.
Допринео је многим пољима физике, укључујући квантну механику, теорију зрачења и еволуцију звезда. Анализом ротирајућих тела дошао је до закључка да је Лапласова теорија о формирању Сунчевог система из само једног облака гаса нетачна, те претпоставио да су планете настале кондензацијом материјала избаченог са Сунца блиским, готово сударним, проласком неке друге звезде поред Сунца. Мада, ова теорија данас није прихваћена.
Џинс се, заједно са Артуром Едингтоном, сматра оснивачем космологије у Британији. Џинс је 1928. године изнео претпоставку о равнотежној космологији, базираној на хипотези сталног стварања материје у Универзуму. Ова теорија је оборена открићем позадинског космичког зрачења 1965. године, а које је сматрано доказом теорије Великог праска.
Његова научна репутација утемељена је у монографима Динамичка теорија гасова (1904) (енг. The Dynamical Theory of Gases), Теоријска механика (1906) (енг. Theoretical Mechanics) и Математичка теорија електрицитета и магнетизма (1908) (енг. Mathematical Theory of Electricity and Magnetism). Након што се пензионисао 1929. године, написао је велик број књига за ширу јавност. Ове књиге прославиле су Џинса као популаризатора револуционарних открића свог времена, попут теорије релативности и космологије.
Часопис Британске Астрономске Асоцијације објавио је 1939. године да ће Џинс бити кандидат за парламент Универзитета Кембриџ. Избори је требало да се одрже те или наредне године, али су одржани тек 1945, без Џинса.
Џинс се венчавао двапут. Први пут се оженио песникињом Шарлот Тифани Мичел 1907. године. Други пут са аустријском музичарком Сузан Хок 1935. године. Умро је у Доркингу, Суреј, Енглеска.
У Мершант Тејлорс школи, у Нортвуду, Енглеска, данас постоји Џејмс Џинс академска стипендија за кандидате који имају високе резултате из разних области, а понајвише из математике и природних наука.

## Највећа достигнућа
Једно од Џинсових великих открића је Џинсова дужина, која представља критични радијус облака међузвездане материје. Џинсова дужина зависи од температуре, густине облака, као и масе честица у облаку. У облаку мањем од Џинсове дужине гравитационо привлачење честица неће бити довољно на надјача одбојне силе притиска у гасу, те се неће кондензовати и формирати звезду. Облаци полупречника већег од Џинсове дужине ће се сажети и формирати нову звезду.
{\displaystyle \lambda _{J}={\sqrt {\frac {15k_{B}T}{4\pi Gm\rho }}}}
Џинс је изнео и другу верзију ове једначине, која даје критичну масу коју облак мора имати да би колапсирао у звезду.
Џинс је такође учествовао у открићу Рејли-Џинс закона, који повезује густину енергије зрачења црног тела са температуром извора тог зрачења.
{\displaystyle f(\lambda )=8\pi c{\frac {k_{B}T}{\lambda ^{4}}}}

## Награде и почасти
- Члан Краљевског друштва мај, 1906.
- Краљева медаља Краљевског друштва 1919.
- Хопкинсова награда Филозофског друштва Кембриџа 1921–1924.
- Златна медаља Краљевског друштва астронома 1922.
- Проглашен је за витеза 1928.
- Френклинова медаља Института Френклин 1931.
- Године 1933. Хопвуд-Џинс позван је да одржи Божићно предавање Краљевског друштва на тему Кроз простор и време.
- Mukerjee медаља, Индијска асоцијација за развој науке 1937.
- Председник 25. сесије Индијског научног конгреса 1938.
- Медаља Калкута, Индијски научни конгрес 1938.
- Члан Ордена за заслуге (енг. Orden of Merit) 1939.
- Кратер Џинс на Месецу је назван по чему, као и кратер Џинс на Марсу.
- The String Quartet No.7 композитора Роберта Симпсона написан је у његову част на стогодишњицу његовог рођења, 1977.